# Slow Down Baby
"Slow Down Baby" là đĩa đơn thứ tư và cũng là đĩa đơn cuối cùng của Christina Aguilera ở châu Đại Dương, châu Á và Nam Mỹ trích từ album thứ ba Back to Basics. Bài hát được viết bởi chính cô cùng Mark Ronson, Kara DioGuardi, Raymond Angry, William Guest, M. Knight, Edward Patton, Gladys Knight, Marvin Bernard, Michael Harper, Curtis Jackson và phát hành vào giữa năm 2007 dưới dạng đĩa đơn hai mặt cùng với "Oh Mother".

## Nhạc lý
"Slow Down Baby" là một bản R&B/pop được viết chủ yếu ở nốt F#minor trên nền nhạc hip hop soul/jazz vừa phải mang hơi hướm thập niên 1920. "Slow Down Baby" có dựa trên khuôn mẫu hai bài hát "Window Raisin’ Granny" của nhóm Gladys Knight & The Pips năm 1973 và "So Seductive" của Tony Yayo năm 2005. Bài hát có sử dụng nhiều nhạc cụ như bass, dương cầm cổ, guitar, organ và piano.

## Phát hành
"Slow Down Baby" được phát hành vào ngày 28 tháng 7 năm 2007 dưới dạng đĩa đơn quảng bá cho album thứ ba và tour diễn tại Úc, New Zealand cùng một số nước châu Á. Bài hát đạt thành công vừa phải khi chỉ đạt vị trí #21 tại Úc và nằm trong Top 10 tại Indonesia.
"Slow Down Baby" không được phát hành tại Mỹ nhưng có phát hành lại dưới dạng đĩa đơn hai mặt tại châu Âu cùng với "Oh Mother". Bài hát không thành công khi chỉ lọt vào Top 20 và Top 40 một số bảng xếp hạng airplay nhỏ ở khu vực này.

## Video clip
"Slow Down Baby" là đĩa đơn đầu tiên mà Aguilera không thực hiện video clip. Bởi trong thời gian phát hành bài hát, Aguilera đang trong giai đoạn thai nhi phát triển mạnh nên không tiện di chuyển. Cũng vì lý do này mà Aguilera đã hủy liên tục 4 show diễn cuối cùng trong tour diễn vòng quanh thế giới Back to Basics Tour tại châu Đại Dương.

## Bảng xếp hạng
- Úc #21.
- Costa Rica #8.
- Indonesia #10.
- Chile airplay #89.
- Châu Âu airplay #92.